# William St Clair od Roslina
William Saint Clair od Roslina, XX. barun od Roslina (1700. – 1778.), pripadao je škotskom klanu Sinclair. Njegova titula baruna od Roslina nije predstavljala plemstvo u smislu ranga (peerage), već je bila nasljedna feudalna titula unutar škotskog sustava barunstava. William je bio sin Alexandera St Claira, XIX. baruna od Roslina.
Saint Clair je poznat po ljubavi prema sportu te je bio vješt golfer i strijelac. Posebno se istaknuo kada je redizajnirao poznato golf igralište Old Course u St. Andrewsu, skraćujući ga na 18 rupa – standard koji se zadržao na golf igralištima diljem svijeta.
Bio je i istaknuti škotski slobodni zidar. Iniciran je u Loži "Canongate Kilwinning" 18. svibnja 1736. godine u Kilwinningu, postao pomoćnik 2. lipnja, a majstor 3. studenoga iste godine. U povijesti škotskog slobodnog zidarstva poznat je kao prvi veliki majstor Velike lože Škotske, izabran aklamacijom na dan sv. Andrije, 30. studenoga 1736. godine. Njegov izbor obilježio je početak organiziranog slobodnog zidarstva u Škotskoj.